# Schreckensteinia festaliella
Schreckensteinia festaliella (tên tiếng Anh: Blackberry Skeletonizer) là một loài bướm đêm thuộc họ Schreckensteiniidae. Nó là loài bản địa của Eurasia, but introduced tới Bắc Mỹ và now widespread from California và Alberta to at least Quebec và đông bắc Hoa Kỳ.

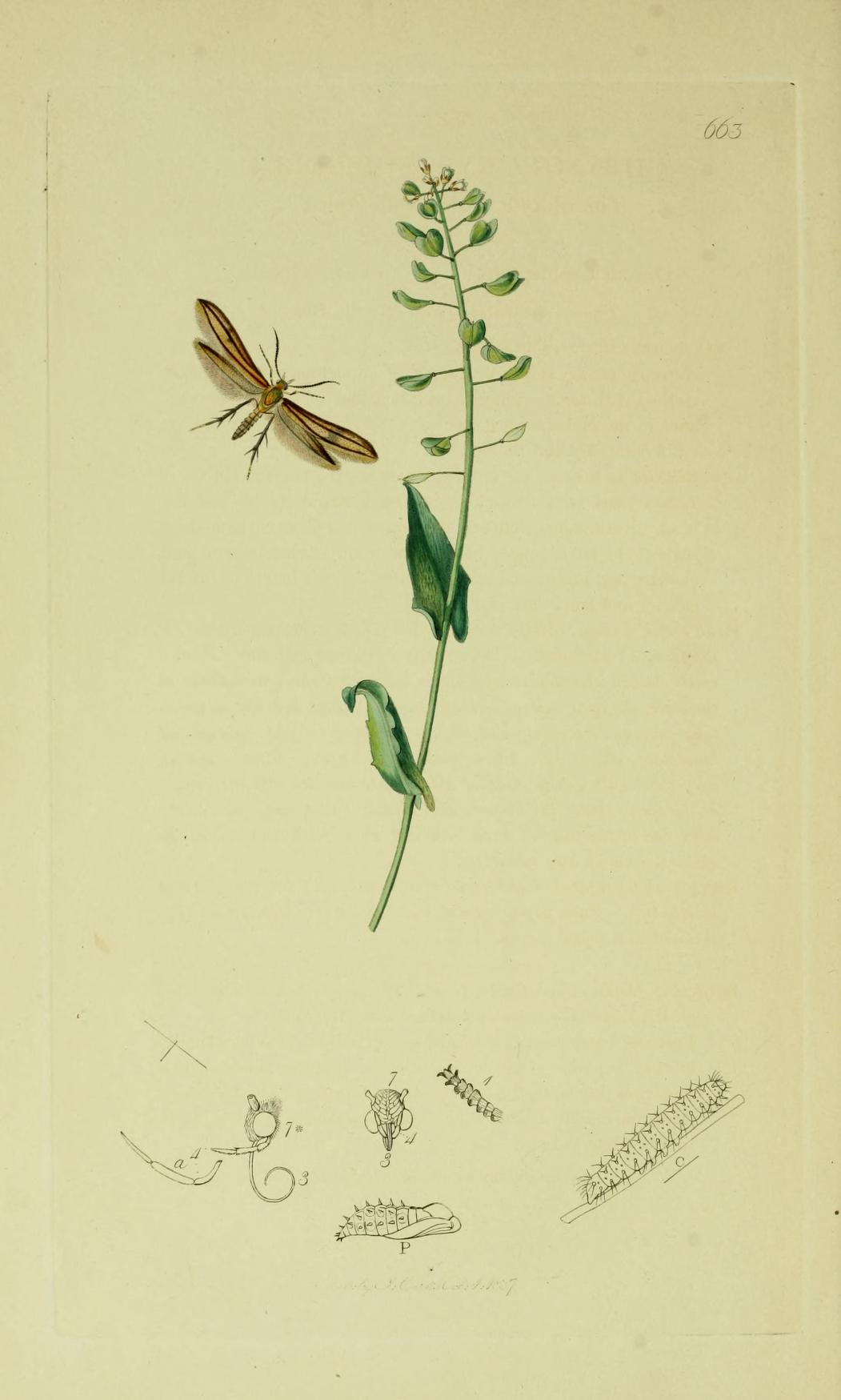
Hình minh họa của John Curtis's British Entomology Volume 6

Sải cánh dài 10–12 mm. Con trưởng thành bay từ tháng 3 đến tháng 9. Có từ 2 lứa trở lên trong năm in California.
Ấu trùng ăn Rubus fruticosus và Rubus idaeus.